# 白宫风云特辑：投票利民
〈白宫风云特辑：投票利民〉（英語：A West Wing Special to Benefit When We All Vote）是美國電視劇《白宮風雲》的特別重聚劇集。這一集是對第三季劇集〈哈茨菲爾德登陸〉的重製，在加利福尼亞州洛杉磯的歐菲姆劇院拍攝。劇集2020年10月15日在HBO Max上發布。

## 反響
〈白宫风云特辑：投票利民〉整體評價以正面居多。為CNN撰稿的布賴恩·洛瑞將這部特輯描述為「近似於觀看舞台劇的體驗，只有最佳座位的視角」，包括「從後面拍攝表演者並揭示一排又一排空座位」，洛瑞認為這是「令人心酸的提醒，提醒人們自疫情開始以來，劇院前線已失去了什麼。」
影音俱樂部的帕特里克·戈麥斯在評論中寫道：「該特輯始終處於非常特別的一集的右側」，並將其評為「A-」。IndieWire的本·特拉弗斯認為這一集是「對優秀電視劇集的重新構想」、「新版〈哈茨菲爾德登陸〉的表現非常出色」。
《好萊塢報導》的丹尼爾·費伯格在摘要中寫道：「為了一份堅實的事業，對一堅實的情節進行了可靠的娛樂」。

## 外部連結
- 互联网电影数据库上白宫风云特辑：投票利民的资料（英文）